# 穆罕默德·摩萨台
穆罕默德·摩薩台（波斯語：مُحَمَّد مُصَدِّق，羅馬化：Muḥammad Muṣaddiq，發音：[mohæmˈmæd(-e) mosædˈdeɢ] ⓘ；1882年6月16日—1967年3月5日），巴列维王朝的民族主义者和政治家。1951年至1953年間出任民選的伊朗首相，在1953年被美國中央情報局策動的政變推翻。
他在任伊朗首相期間實施漸進式的社會改革，包括推行失業補償金制度、立例規定僱主向患病或受傷員工提供福利、以及令佃農不再受地主強制勞動。此外，他又規定地主貢獻租金收益的20%到一個基金，用以資助一些比如興建公共浴堂、農村住房和害蟲防治等的市政發展項目。摩薩台在首相任內最矚目的舉動，是把伊朗石油業國有化。在國有化以前，伊朗石油業自1913年起一直由英伊石油公司（後稱英國石油，簡稱BP）掌控，英伊石油背後則由英國政府操控。摩薩台的決定令英國政府相當不滿，在英國軍情六處要求下，美國中央情報局策動了一場政變，成功在1953年8月19日推翻摩薩台，並在軍情六處授意下由伊朗將領法茲盧拉·扎赫迪接任首相。這次政變的中情局代號為阿賈克斯行動，根據伊朗曆又稱為「莫爾達德月28日政變」。政變後，摩薩台在獄中度過3年，接著被軟禁家中，直至逝世。

## 早年
穆罕默德·摩薩台在1882年生於德黑蘭一個顯赫世家，父親米爾扎·海得亞圖拉·汗是巴赫蒂亞里人，在卡扎爾王朝的呼羅珊地區任職財政部長；而母親莎雅扎迪·泰傑·哈努姆是卡扎爾王朝國王法特赫-阿里·沙阿·卡扎爾（Fat'h-Ali Shah Qajar）的曾孫女。摩薩台的父親在1892年逝世時，他的叔伯獲任命為呼羅珊地區的稅務員，同時獲授「摩薩台·薩坦內」的稱號。摩薩台後來也獲得這個頭銜，但頭銜被廢除後，不少人仍以此來尊稱摩薩台。
1901年，穆罕默德·摩萨台迎娶波斯國王納賽爾丁·沙阿·卡扎爾（Naser al-Din Shah Qajar）的孫女扎赫拉·哈努姆（1879年－1965年），兩人育有二子三女。

### 教育
1908年穆罕默德·摩薩台至巴黎政治學院攻讀學位，接著在瑞士的納沙泰爾大學攻讀法學博士課程。在第一次世界大戰爆發時，摩薩台在德黑蘭大學任教，然後才開始其悠長的政治生涯。

### 早期政治生涯
摩薩台因牽涉進伊朗憲政革命，從此展開政治生涯，他24歲從伊斯法罕當選為伊朗國會議員，伊朗伊斯蘭議會是當時新近創立的波斯議會。為了抗議1919年簽訂的英波協定，摩薩台自我放逐到瑞士，新任的波斯首相哈桑·皮爾尼亞在1920年邀請摩薩台擔任他的司法部長，但他在前往德黑蘭途中接受設拉子民眾請求擔任法爾斯省的首長。1921年，他被委任為財政部長，成為艾哈邁德·蓋瓦姆的內閣成員，1923年6月轉任外交部長，繼而出任阿塞拜疆省省長，並再度當選為國會議員。
1925年，支持禮薩汗的伊朗國會議員提倡立法解散卡扎爾王朝，以禮薩汗為新國王（沙阿）。摩薩台對於禮薩汗自封為王一案投下反對票，他認為這顛覆了1906年伊朗憲法。他在議會上發言，稱讚禮薩汗的政治成就，同時呼籲禮薩汗要尊重憲法忠守總理一職，而不是要成為沙阿。不過摩薩台的意見不被其他議員認同，議會在1925年12月12日廢黜艾哈邁德沙·卡扎爾，禮薩汗成為波斯王國的新國王，他也是巴列維王朝的第一位君王。
1941年，英國在摩薩台的幫助下迫使禮薩汗讓位予兒子穆罕默德·禮薩·巴列維。1944年，摩薩台再度被選為議員，他與其他十八人組成的新政黨伊朗民族陣線得以進入議會，當中包括侯賽因·法特米、艾哈邁德·齊拉克扎德（Ahmad Zirakzadeh）、阿里·沙伊甘（Ali Shayegan）及卡里姆·桑賈比（Karim Sanjabi），冀建立民主政治及削弱英國的影響力。

## 首相

### 支持石油國有化
伊朗的大部分石油庫存位於波斯灣地區，當地的石油由英伊石油公司開發並出口到英國。伊朗人逐漸意識到他們從英伊石油公司所得的石油實在微不足道，而英伊石油公司又拒絕了像阿美石油公司對沙特阿拉伯那般的「利潤平分」議案，再加上伊朗人不滿協約國侵佔伊朗，使石油國有化成為了廣泛伊朗人重視且盛傳的議題。
沙阿穆罕默德·禮薩·巴勒維在1950年6月提拔軍官哈吉·阿里·拉茲馬拉為總理。哈吉·阿里·拉茲馬拉在議會舉行前試圖游說議員反對石油全盤國有化，他提到「伊朗無法漠視國際義務，而伊朗本身也無法單獨經營石油產業」。在發表了這種意見的四天後，好戰的原教旨主義派系伊斯蘭敢死隊成員哈利勒·塔馬瑟比剌殺了哈吉·阿里·拉茲馬拉。在一些主流的歷史文獻裡，這一系列事件卻被描述成不同的故事，「美國大使早前預測拉茲馬拉可能會被剌殺或與沙阿陷入權力鬥爭」。作家史蒂文·金策結合了這兩種可能性：
|  | 有證據顯示行剌者不是塔馬瑟比，而是沙阿或其集團所指使的一名士兵，而且阿薩多拉·阿拉姆（Asadollah Alam）在知情下仍驅使拉茲馬拉到達行剌發生的地點。多年後，一名退休的伊朗高級軍官在他的傳記裡寫到行剌者使用左輪手槍實施行剌，而左輪手槍只會配發給士兵，該名伊朗高級軍官稱『一名軍士接到命令裝作平民實施行動，並被告知要使用左輪手槍在某個指定的時機槍擊拉茲馬拉……』進行屍檢的人員確信拉茲馬拉被左輪手槍的子彈擊中喪生，排除了被輕火力子彈擊殺的可能性。 |

當這個看法得到一些考查和研究證實後，這引起了史學家的爭論。在爭取擴大石油專利權的談判破裂後，伊朗伊斯蘭議會及伊朗參議院分別在1951年3月15日和20日議決通過將英資運作的英伊石油公司收歸國有，接管伊朗的石油產業。
伊朗人民黨是另一股促成石油國有化的力量，他們在1951年4月初策動了全國性的罷工和騷亂，抗議石油產業國有化的耽擱，同時表達對石油產業的低收入及惡劣居住環境的不滿。他們的行動加上民眾慶祝拉茲馬拉被剌殺使伊斯蘭議會的議員也受到影響。

### 當選首相
在1951年4月28日，伊朗伊斯蘭議會以79票贊成、12票反對提名摩薩台為首相。沙阿都意識到摩薩台的聲望及政治勢力俱增，於是任命他為首相。5月1日，摩薩台落實將英伊石油公司國有化，英伊石油公司到1993年到期的特許經營權被撤銷，其資產亦被沒收。由五名議員組成的委員會被指派到胡齊斯坦強制執行國有化的政策。
摩薩台在1951年6月21日的一個演說場合裡對他的國有化政策作出了闡述：
|  | 我們經歷過與外國的長期交涉都沒有任何成果。石油收益可以滿足到國家預算，消除我國人民的貧窮、疾病和落後狀況。透過消除英國公司的操縱，我們也能根除潛在的陰謀和腐敗，從而理順國家內政。當撤銷了這種託管後，伊朗將可達致經濟及政治獨立。伊朗親自要接管石油生產，英伊石油公司要歸還其財產予合法的所有者，而國有化法律已規定會撥出石油收益純利的25%滿足英伊石油公司合法的索償……外界盛傳伊朗有意驅逐石油方面的外國專家及關閉產油設施，這種說法絕對是荒謬和捏造的…… |

摩薩台政府不允許英國參與伊朗的石油產業，英國無從得到伊朗生產的石油，使英伊兩國的衝突升級。英伊石油公司以「將其僱員撤走」和告訴油輪船主「伊朗政府發出的收條不被國際市場接納」作出威脅，摩薩台遂終止了與英伊石油公司的談判。兩個月後，英伊石油公司把技術人員撤離，關閉煉油設施。在收歸國有化管治下，許多煉油廠缺乏煉油所需的專業技術人員。英國政府宣佈對伊朗實施封鎖，加強其在波斯灣的海軍力量，並在聯合國安全理事會提出申訴。

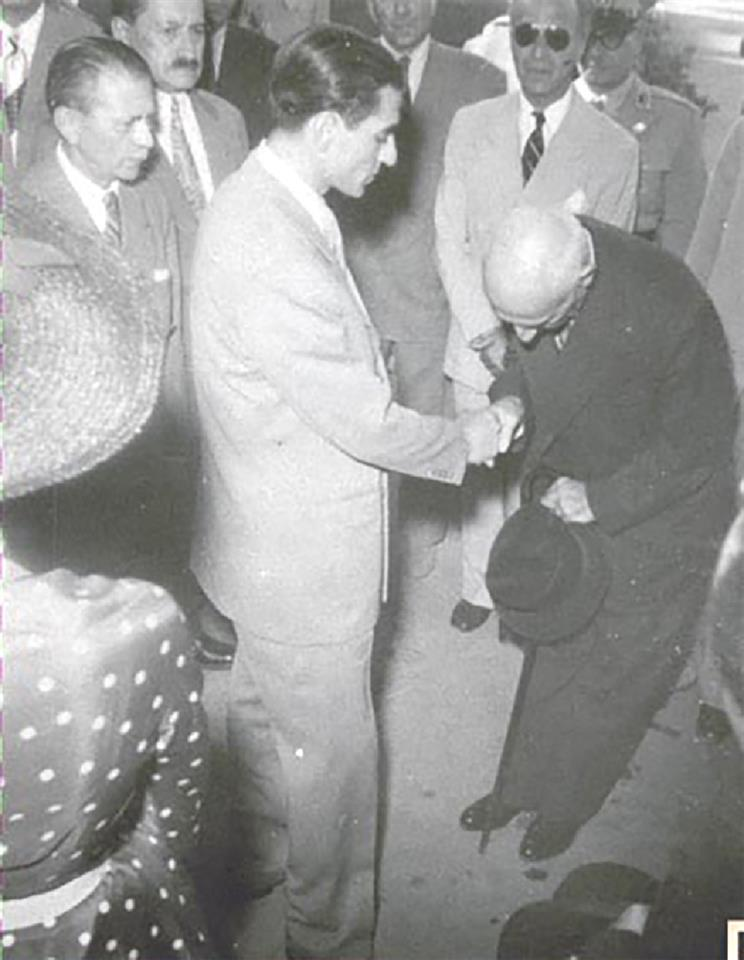
摩薩台當選總理後與穆罕默德·禮薩·巴列維握手。

向以往由英國控制的煉油廠購買石油的買家也被英國政府威脅採取法律行動，英國也與其關係密切的國際油公司達成共識，油公司不去填補英伊石油公司留下來的空白，使伊朗的石油產業陷入停頓，油產量由1950年的241,400,000桶減至1952年的10,600,000桶。阿巴丹危機使伊朗的石油收益減至幾乎零，對摩薩台承諾的國內改革造成壓力。同時，英國石油公司和沙特阿拉伯國家石油公司在沙特阿拉伯、科威特和伊拉克增產石油，以彌補伊朗石油減產，故未對英國造成太大的影響。
到1951年末，摩薩台依然受廣大民眾擁戴，他在此時下令舉行選舉。雖然摩薩台在城市區域爭取到支持，在地方上卻是截然不同的局面，摩薩台的選舉改革方案（該方案賦予文盲人口獲得選舉權）受到保守派反對而難產便是一例，保守派的理由是這個方案「不公平對待過去四十年擁有投票權的愛國者」。
據史學家葉爾萬德·阿布拉哈米安所述，「摩薩台意識到反對派將可奪得大多數的地方議席，他在議會選舉選出79名議員的時候便煞停了選舉，79個議席剛好是議會的最低法定人數」。斯蒂芬·金策則記載早在1950年年代初，在英國於德黑蘭設立的情報站首長蒙塔古·伍德豪斯（Montague Woodhouse）的領導下，英國秘密情報網絡每月向拉什迪兄弟（伊朗最具影響力的王室成員）秘密提供約10,000元英鎊，企圖收買「武裝部隊、議員、宗教領袖、傳媒、街頭幫派、政客及其他權勢」。摩薩台聲稱選舉受到「外國特工」暗中操縱，因此暫緩選舉，他所領導的民族陣線在79席當中取得30席，這些議員都沒有對摩薩台的說法提出異議，選舉最終無限期推遲。第17屆伊朗議會在1952年2月召開。
伊朗議會內的緊張局勢開始升級，國家收益銳減及地方對德黑蘭的不滿造成了經濟危機，保守反對派對摩薩台處理經濟危機缺乏耐性，同時民族陣線發動了「針對地主上級階層的宣傳戰」。

### 辭職與暴動
1952年7月16日，正值皇室認可摩薩台的新內閣，摩薩台運用首相的特權任命戰爭部長及參謀長，但遭到沙阿的堅拒，摩薩台旋即宣佈辭職，以博得公眾的支持。
資深政治家艾哈邁德·蓋瓦姆被任命為新首相。在他就職當天，他就計劃重啟與英國的磋商，以解決石油糾紛，這與摩薩台的政策大相逕庭。民族陣線與多個民族主義、伊斯蘭主義和社會主義黨派及團體以示威、罷工及遊行來回應，並支持摩薩台。伊朗的所有主要城市都出現了大罷工，德黑蘭的市集要關閉，德黑蘭、哈馬丹、阿瓦士、伊斯法罕及克爾曼舍合共250名示威者被殺或受重傷。
伊朗曆4月30日起的五天大遊行後，軍官們都將他們的部隊調回軍營，以免德黑蘭落入示威者手中。沙阿礙於局勢動蕩，只得罷免艾哈邁德·蓋瓦姆，重新任命摩薩台為首相，並給予摩薩台之前爭取的軍事控制權。

### 復職與應急權力
較以往具有更大權力的摩薩台說服議會給予維期六個月的應急權力讓他可「頒佈任何必要的法令來獲得債務償還能力及實施選舉、司法及教育改革」。摩薩台任命阿亞圖拉阿布-卡西姆·卡沙尼為議會發言人。雖然卡沙尼轄下的伊斯蘭學者及伊朗群眾黨的關係緊張，但兩者都是摩薩台政治上的得力助手。
摩薩台利用這種權力開始鞏固民主政治制度，並限制非立憲的君主權力、削減沙阿的財政預算、禁止沙阿直接與外國使節聯繫、將皇室領地轉移到國內，又將沙阿的孿生姐妹、熱衷政治的阿什拉芙·巴列維（Ashraf Pahlavi）驅逐。
1953年1月，摩薩台成功使議會把「應急權力延長十二個月」。在這種情況下，他頒佈了土地改革法例，建立村議會，提高農民的生產份額，削弱了農村貴族的利益，並廢止了伊朗多個世紀以來封建的農村體制。
不過，由於受到英國的抵制，伊朗人的生活「日益貧困和不快」，摩薩台的政治盟友亦開始破裂，政敵叢生。
在一定程度上受到一些伊朗人當英國間諜的影響，摩薩台政治聯盟的部分成員把矛頭轉向摩薩台，包括以工人為根基的勞工黨黨魁穆扎法爾·巴藻伊；曾經幫助摩薩台取締阿巴丹煉油廠、一度被視為摩薩台接班人的侯賽因·馬基，以及直言不諱的阿布-卡西姆·卡沙尼以「摩薩台批評英國的說話回敬他」。

## 摩薩台倒台

### 推翻摩薩台的陰謀

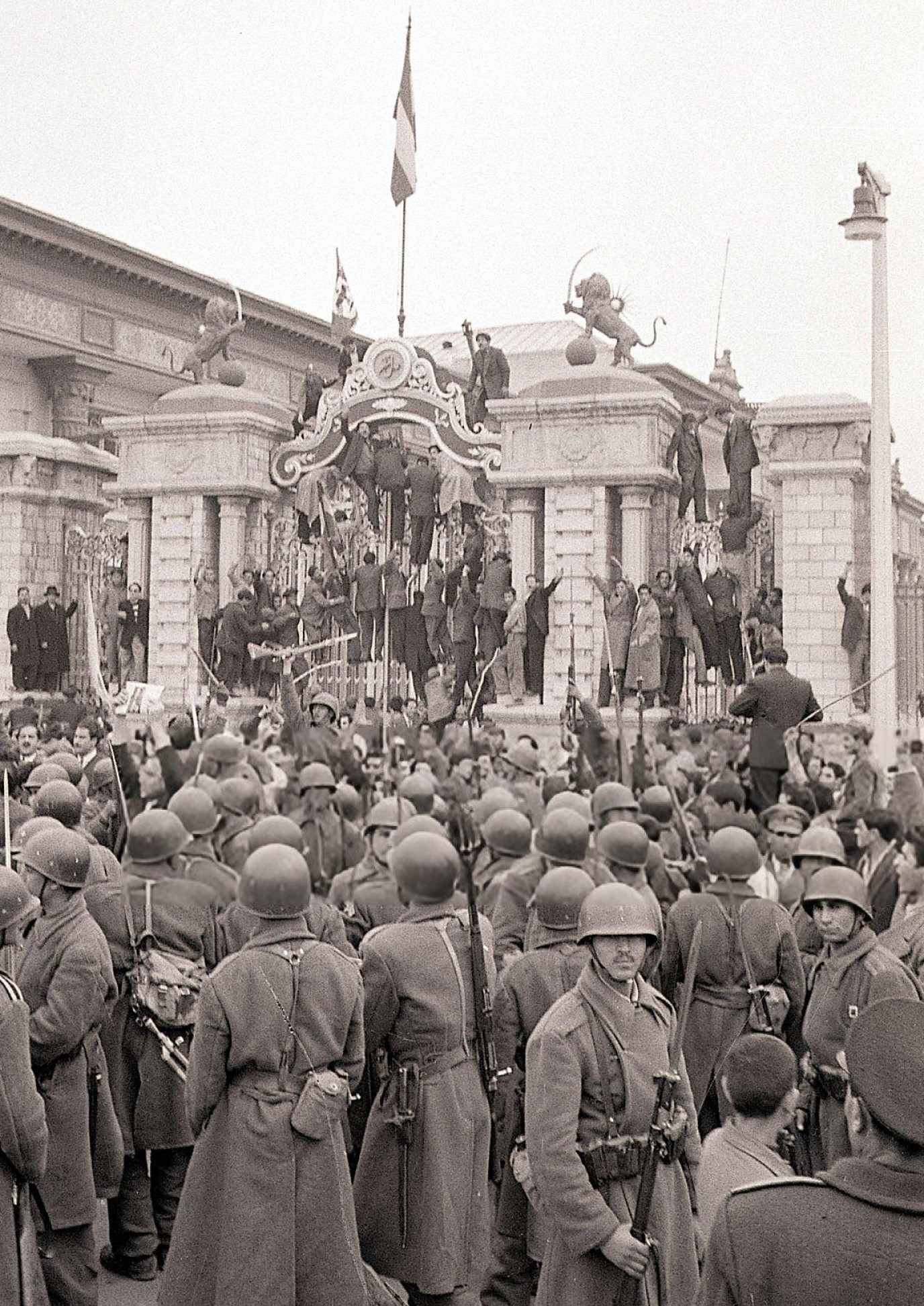
1953年8月19日，士兵包圍位於德黑蘭的議會。

摩薩台的政策越發令英國政府陷入窘局，尤其是英國失去了對伊朗石油產業的控制，英國也曾多番嘗試與摩薩台政府達成協議，但終告失敗。
英國自身受到第二次世界大戰後的問題困擾，無法獨力解決與伊朗的爭端，英國希望假手美國解決問題。美國起初反對英國的政策，在美國多番嘗試調停失敗後，美國國務卿迪安·艾奇遜曾說英國「對伊朗的政策堅決且具破壞力」。到1953年初，德懷特·艾森豪獲選為美國總統，使美國政府對伊朗的政策產生了改變。
雖然摩薩台曾公開過他對社會主義的厭惡，英國首相溫斯頓·丘吉爾向美國表示「摩薩台逐漸傾向共產主義」，並確定會走親蘇路線。害怕伊朗在冷戰的陰影下陷入蘇聯的勢力範圍，且確定摩薩台會受到親蘇政黨伊朗人民党的影響，英美兩國遂開始抨擊摩薩台的政策會危害伊朗。
1953年1月，摩薩台與卡沙尼之間搖搖欲墜的關係更為緊張，卡沙尼反對摩薩台延長其應急權力一年的要求。

### 阿賈克斯行動

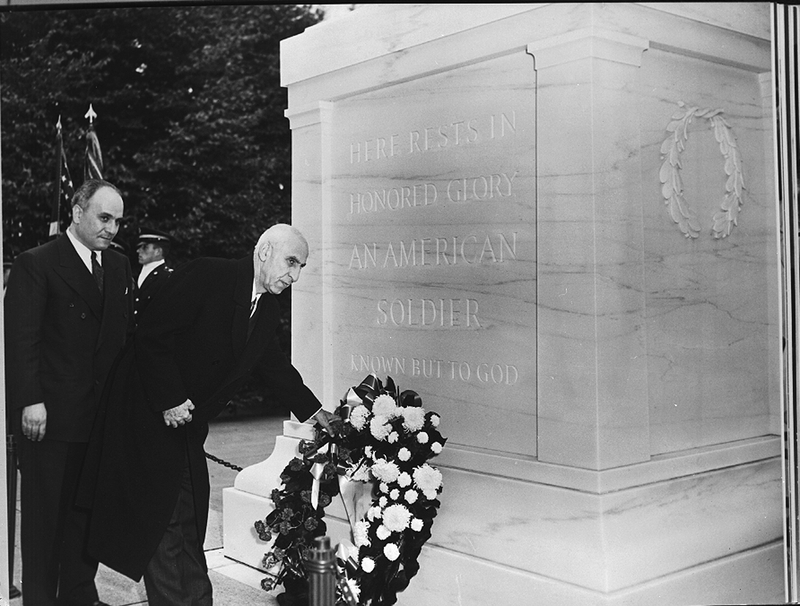
摩薩台在美國弗吉尼亞州阿靈頓國家公墓向一名在第一次世界大戰喪生的無名士兵致敬。

1952年10月，摩薩台公然視英國為敵國，切斷了伊朗與英國的所有外交關係。同年11月和12月，英國情報人員建議美國情報機關攆走摩薩台。美國的德懷特·艾森豪政府和溫斯頓·丘吉爾領導的英國政府同意合作剷除摩薩台。1953年3月，美國國務卿約翰·福斯特·杜勒斯指示時任美國中央情報總監的弟弟艾倫·杜勒斯制定推翻摩薩台的計劃。
1953年4月4日，艾倫·杜勒斯同意撥款1,000,000美元用以「採取任何可導致摩薩台倒台的辦法」。駐德黑蘭的中央情報局人員不久後便針對摩薩台策動宣傳戰。根據《紐約時報》的報導，美國和英國的情報人員在同年6月初在貝魯特會晤，為這個計劃作最後的修訂，據後來披露的文檔，前總統西奧多·羅斯福的孙子、中央情報局近東及非洲主管克米特·羅斯福親自到德黑蘭指導行動。《紐約時報》在2000年披露了一份中央情報局文檔的部分內容，名為《秘密行動史－推翻伊朗首相摩薩台－1952年11月至1953年8月》。情報人員唐納德·威爾伯（Donald Wilbur）在這份文件裡描述了詳細計劃，以及美國和英國政府所實施的行動。《紐約時報》公開的這份文件刪剪了人名，並限制以位元圖的方式發放，而不以電腦可讀的方式發放。這份文件最終以完整正文的方式公開，現時可在網上瀏覽全文，「逆吹」（blowback）一詞首次在這份文檔裡使用。
整個阿賈克斯行動的重點在於說服沙阿頒佈法令罷免摩薩台，沙阿早在多個月前也嘗試過這樣做。不過沙阿害怕作出這種很可能不受歡迎及合法性存疑的舉動，美國對此花費了許多心力和資金，包括以貂皮大衣及金錢賄賂阿什拉芙，使沙阿改變主意。
摩薩台察覺到針對他的圖謀，加強了對政府內部共謀者的注視。摩薩台進而「下令召開全國公投」以解散議會，他廢除了憲法所保障的不記名投票，以確保他在公投當中獲勝。1953年8月4日，全國公投在記名投票的狀況下進行，摩薩台贏得「99.9%的選票」。同年8月16日，摩薩台解散議會，但他的計劃弄巧成拙，反而讓中央情報局得利。
在數天後的8月19日，中央情報局策劃的政變成功，摩薩台受審並被判囚三年，後來「被軟禁家中」直至1967年3月去世。

### 沙阿流亡

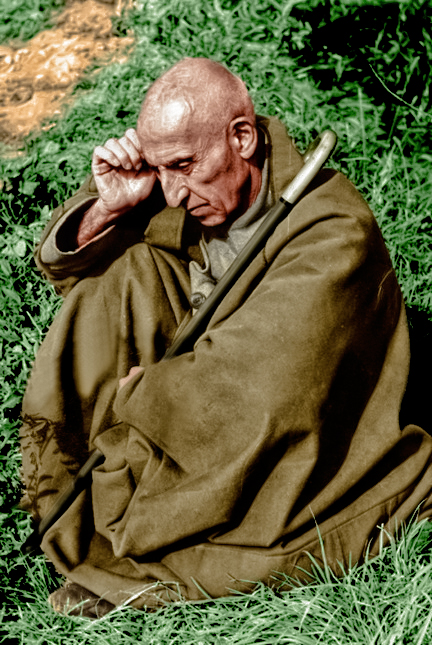
摩薩台在艾哈邁達巴德被軟禁

沙阿終在1953年8月向中央情報局屈服，以書面法令的形式罷免摩薩台，這是憲法所允許的。
沙阿以謹慎起見流亡到巴格達，並轉向意大利羅馬掩飾行蹤。沙阿簽署了兩份法令，一是罷免摩薩台，另一份則任命中央情報局屬意的軍官法茲盧拉·扎赫迪為首相。這些法令都在唐納德·威爾伯的計劃之內，他將之設計到讓外界覺得這是合法的行動，這可以透過解密文件看到。中央情報總監艾倫·杜勒斯其後給唐納德·威爾伯一封嘉許信，以表揚他的計劃。該信件經已解密，而唐納德·威爾伯的自傳裡亦有刊載。

### 政變
羅斯福等人策動的大型示威席捲各地，一些被收買的部落成員也準備支援政變。被羅斯福收買且冒充成支持及反對君主的示威者在街頭爆發衝突，又搶掠和焚燒清真寺和報社，導致約300人死亡。1953年8月19日，一直在潛伏的沙阿支持者被中央情報局解脫，他們由退役將軍、摩薩台內閣的前內政部長法茲盧拉·扎赫迪和諸如沙班·賈法里等當地強人領導，並佔據了上風。在羅斯福的示意下，伊朗軍方亦採取行動，支持沙阿的坦克軍團衝入首都並炮轟首相官邸。摩薩台在暴徒洗劫官邸之前逃離，他在翌日向被中央情報局扶植的法茲盧拉·扎赫迪投降，不久後被收監在軍事監獄。

### 沙阿回歸
沙阿在1953年8月22日返回德黑蘭，摩薩台在不久後被軍事法庭裁定叛國，但扎赫迪和沙阿都同意恕免他的死罪（根據當時的法律可判處死刑），結果摩薩台被判監三年，他被單獨囚禁在一個軍事監獄裡，其後被軟禁在距離德黑蘭不遠處的家鄉，直至1967年3月5日逝世。
扎赫迪的新政府很快就與外國石油公司達成協議組成財團，「大量恢復伊朗石油輸出到全球市場」，美國和英國可分享伊朗石油最大的份額。美國則資助沙阿政府，包括軍隊及秘密警察薩瓦克的組建，直至1979年沙阿倒台。

## 影響

### 伊朗
在1979年的伊朗伊斯蘭革命裡，美國陰謀推翻摩薩台成為了反美示威浪潮的號召力，時至今日，摩薩台仍是伊朗歷史裡最受歡迎的人物之一。不過，他的世俗主義和西式的作風使他不受到伊斯蘭政府的重視。
具權勢的什葉派教士不再支持摩薩台被認為是他們擔心共產主義者會控制國家。有人認為在背棄摩薩台聯盟的成員當中，尤以阿亞圖拉阿布-卡西姆·卡沙尼和其他的教士至關重要，反映出阿訇在伊朗社會當中的重要地位，並且構成了伊朗伊斯蘭革命的預兆。失去了他們的支持意味著切斷了摩薩台與低下階層和廣大民眾之間的聯繫，這對伊朗的任何群眾運動來說是致命的。

### 美國與其他國家

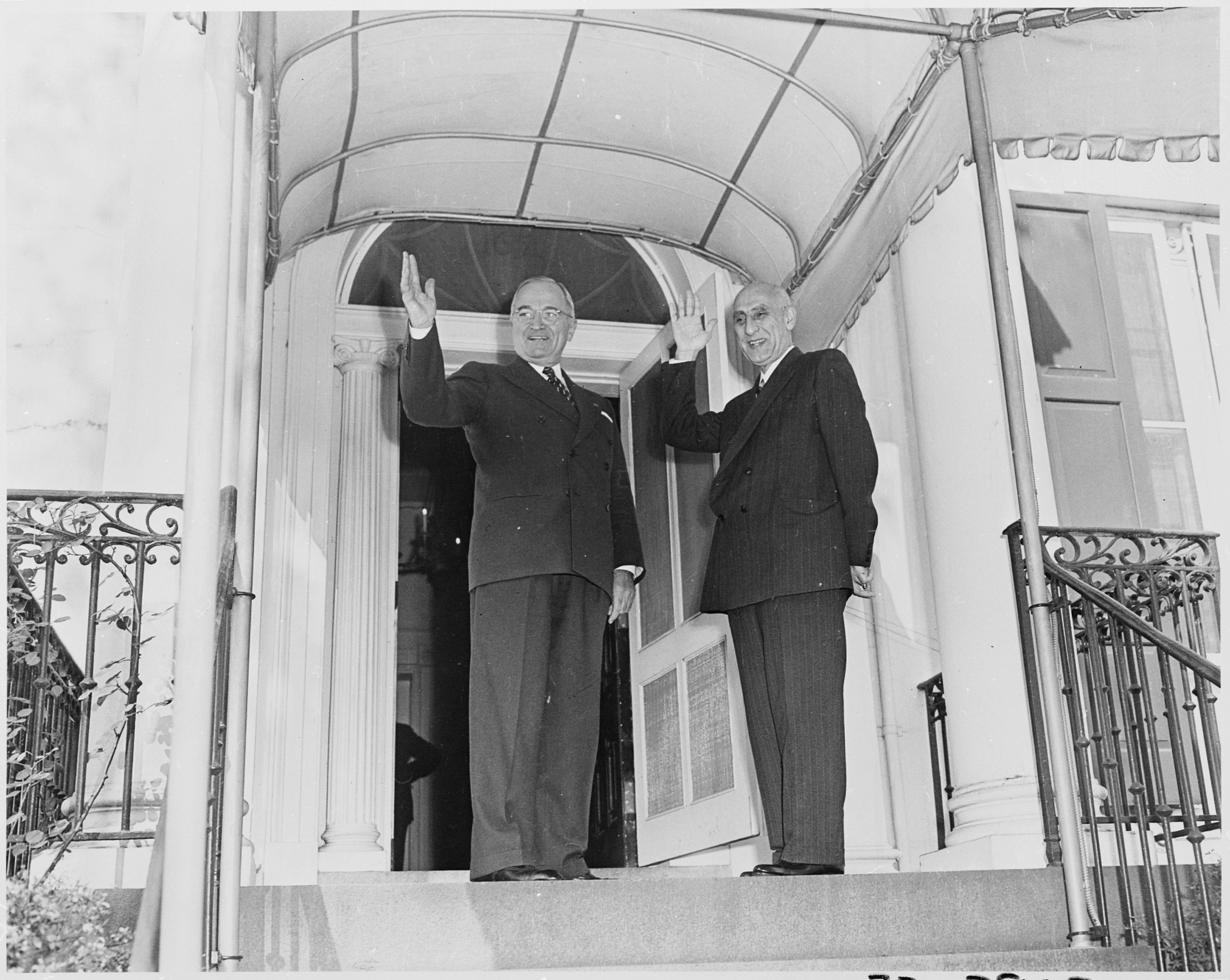
伊朗首相摩薩台與美國總統杜魯門

雖然艾森豪政府嚴詞反對摩薩台的政策，但美國在伊朗政變的角色在許多年來一直不為人知。艾森豪在他的回憶錄裡憤怒地評價摩薩台，以「不切實際」和「天真」來形容他；但艾森豪並沒有承認插手伊朗政變。
中央情報局牽涉政變一事終被揭發，導致了1970年代中央情報局及美國國會聽證會的爭論。支持者認為該政變是戰略必要，並讚揚中央情報局特工的效率；反對者則稱該計劃是偏執、殖民色彩、不道德，並的確導致了事前分析所提及的「逆吹」。
2000年3月，美國國務卿馬德琳·奧爾布賴特表示了她對摩薩台被推翻感到懊悔：「艾森豪政府相信他的行動是在戰略上是合理的，那次政變卻對伊朗政局發展造成窒礙，這可以理解為何那麼多伊朗人憤恨美國的介入。」同年，《紐約時報》根據中央情報局的解密文檔，對伊朗政變作出了詳細的報道。
摩薩台因衊視英國和爭取民主而被選為1951年時代年度風雲人物，其他在當年的候選人物包括美國國務卿迪安·艾奇遜、美國上將德懷特·艾森豪及美國上將道格拉斯·麥克阿瑟。
為了改善與伊朗的關係，埃及政府在2004年初將開羅一道叫巴列維的街名改為摩薩台。

## 大眾傳媒
穆罕默德·摩薩台在2003年的電視節目《蘇拉婭》（Soraya）裡扮演著重要的角色，該節目論及沙阿的第二任妻子、伊朗皇后蘇拉婭·埃斯凡迪亞里-巴赫蒂亞里（Soraya Esfandiary-Bakhtiari）的生活，穆罕默德·摩薩台由克羅德·布拉瑟爾（Claude Brasseur）飾演。

## 註腳
1. ↑  拉丁化亦作Mosaddeq、Mossadegh、Mossadeq、Mosadeck或Musaddiq。
2. ↑  Andrew Burke, Mark Elliott & Kamin Mohammadi. . Lonely Planet. 2004年: 第34頁. ISBN 1740594258.
3. ↑  Social Studies School Service. . Social Studies. 2007年: 第108頁. ISBN 1560042931.
4. ↑  Loretta Capeheart、Dragan Milovanovic. . Rutgers University Press. 2007年: 第186頁. ISBN 0813540380.
5. ↑  W. Thomas Smith. . Infobase Publishing. 2003年: 第7頁. ISBN 0816046662.
6. ↑  Renato Redentor Constantino. . Asia Time Online. 2004-09-15  [2011-02-19]. （原始内容存档于2011-03-07）.
7. ↑  Daniel Yergin. . Money & Power. 2008年. ISBN 9781439110126.
8. ↑  David J. Dionisi. . Trafford Publishing. 2005年: 第39頁. ISBN 1412044219.
9. ↑  Mohammad Mossadegh: political biography，第185頁
10. ↑  R. C. S. Trahair. . Greenwood Publishing Group. 2004年: 第208頁. ISBN 0313319553.
11. ↑  . The National Security Archive.   [2011-02-19]. （原始内容存档于2015-03-20）.
12. ↑  Melvin E. Page. . ABC-CLIO. 2003年: 第395頁. ISBN 1576073351.
13. ↑  Bernard Reich. . Greenwood Publishing Group. 1990年: 第360頁. ISBN 0313262136.
14. ↑  Mohammad Mossadegh: political biography，第4頁
15. ↑  Gholam R. Afkhami. . University of California Press. 2009年: 第110頁. ISBN 0520253280.
16. ↑  Peter Avery. . Benn. 1967年: 第273頁.
17. ↑  . Mohammad Mossadegh.com. 2009-09-14  [2011-02-19]. （原始内容存档于2011-07-14）.
18. ↑  Fakhreddin Azimi. . IFVC.   [2011-02-20]. （原始内容存档于2011-04-13）.
19. ↑  All the Shah's men: an American coup and the roots of Middle East terror，第54頁
20. ↑  All the Shah's men: an American coup and the roots of Middle East terror，第56頁
21. ↑  Mohammad Mossadegh: political biography，第23頁
22. ↑  All the Shah's men: an American coup and the roots of Middle East terror，第57頁
23. ↑  Mohammad Mossadegh: political biography，第48頁
24. ↑  Benjamin Frankel. . Gale Research. 1992年: 第235頁. ISBN 0810389282.
25. ↑  Social origins of the Iranian revolution，第33-34頁
26. ↑  Mohammad Mossadegh: political biography，第41頁
27. ↑  John Barkley Rosser、Marina Vschernaya Rosser. . MIT Press. 2004年: 第491頁. ISBN 0262182343.
28. ↑  Shahram Chubin、Sepehr Zabih. . University of California Press. 1974年: 第2頁. ISBN 0520026837.
29. ↑  The Rise and Fall of the Shah，第38頁
30. ↑  Ramesh Sanghvi. . Stein and Day. 1969年: 第177頁.
31. ↑  Amin Saikal. . Princeton University Press. 2009年: 第38頁. ISBN 0691140405.
32. ↑  The Rise and Fall of the Shah，第38-39頁
33. ↑  Linda Wills Qaimmaqami. . Diplomatic History. 1995, 19 (1): 1–31.
34. ↑  All the Shah's men: an American coup and the roots of Middle East terror，第78-79頁
35. ↑  Noreena Hertz. . HarperBusiness. 2003年: 第88頁. ISBN 006055973X.
36. ↑  Homa Katouzian. . New York University Press. 1981年: 第160頁. ISBN 0814745776.
37. ↑  Donald G. Lett, Jr. . Phoenix Rising. 2008年: 第233頁. ISBN 1434364119.
38. ↑  R Alvandi. . Australian Quarterly. 2002-03-04, 74 (2): 8–14.
39. ↑  Iran Between Two Revolutions，第266頁
40. 1 2  Iran Between Two Revolutions，第268頁
41. ↑  Alan W. Ford. . University of california Press. 1954年: 第268頁.
42. ↑  Mostafa Fateh. . 1956年: 第525頁.
43. ↑  . Encyclopædia Iranica.   [February 27, 2011]. （原始内容存档于2011-04-25）.
44. 1 2  Iran Between Two Revolutions，第268-270頁
45. ↑  Iran Between Two Revolutions，第268-269頁
46. ↑  Iran Between Two Revolutions，第269頁
47. ↑  All The Shah's Men: An American Coup and the Roots of Middle East Terror，第150-151頁
48. ↑  Sepehr Zabih. . Lake View Press,. 1982年: 第34頁. ISBN 0941702014.
49. ↑  Social origins of the Iranian revolution，第96頁
50. ↑  Iran Between Two Revolutions，第271頁
51. 1 2  Iran Between Two Revolutions，第272頁
52. 1 2  Iran Between Two Revolutions，第273頁
53. ↑  All The Shah's Men: An American Coup and the Roots of Middle East Terror，第135-136頁
54. ↑  All The Shah's Men: An American Coup and the Roots of Middle East Terror，第159頁
55. ↑  The Rise and Fall of the Shah，第42頁
56. ↑  Mark J. Gasiorowski、Malcolm Byrne. . Syracuse University Press. 2004年: 第125頁. ISBN 0815630182.
57. ↑  James S. Lay, Jr.  (PDF). George Washington University. 1952-11-20  [March 7, 2011]. （原始内容存档 (PDF)于2014-06-17）.
58. ↑   (PDF). George Washington University. 03-1953  [March 7, 2011]. （原始内容存档 (PDF)于2014-06-17）.
59. ↑  Walter B. Smith.  (PDF). George Washington University. 1953-03-20  [March 7, 2011]. （原始内容存档 (PDF)于2015-01-16）.
60. ↑  . Middle East Forum.   [March 9, 2011]. （原始内容存档于2012-05-27）.
61. ↑  Social origins of the Iranian revolution，第192頁
62. ↑  Stephen E. Ambrose、Richard H. Immerman. . Univ. Press of Mississippi. 1999年. ISBN 1578062071.
63. ↑  Malcolm Byrne, ed. . George Washington University. 02-11-2000  [March 13, 2011]. （原始内容存档于2015-02-25）.
64. ↑  David Halberstam. . New York: Ballentine Books. : 第366–367頁. ISBN 0449909336.
65. ↑  .   [March 13, 2011]. （原始内容存档于2009-06-09）.
66. ↑  Brendan January. . Twenty-First Century Books. 2009年: 第98頁. ISBN 0822590948.
67. 1 2 3  . New York Times. 07-12-2009  [March 15, 2011]. （原始内容存档于2015-11-01）.
68. ↑  . TIME Magazine. 1953-08-17  [March 15, 2011]. （原始内容存档于2010-12-07）.
69. ↑  . New York Times. 07-12-2009  [March 15, 2011]. （原始内容存档于2017-03-24）.
70. ↑  . New York Times. 07-12-2009  [March 15, 2011]. （原始内容存档于2017-03-24）.
71. ↑  . New York Times. 07-12-2009  [March 15, 2011]. （原始内容存档于2017-03-24）.
72. ↑  Donald Newton Wilber. . Spokesman Books. 2006年: 第36–37頁. ISBN 0851247180.
73. ↑  . .pahlavani.com.   [March 17, 2011]. （原始内容存档于2016-03-31）.
74. ↑  Manfred Weissenbacher. . ABC-CLIO. 2009年: 第591–592頁. ISBN 0313356262.
75. ↑  Benjamin Frankel. . St. James Press. 1999年: 第159頁.
76. ↑  Lewis E. Kaplan. . Algora Publishing. 2006年: 第133頁. ISBN 0875864651.
77. ↑  Associated Press. . The New York Times. 08-06-1954  [March 18, 2011]. （原始内容存档于2002-02-10）.
78. ↑  Noreena Hertz. . HarperCollins. 2003年: 第88頁. ISBN 006055973X.
79. ↑  Vali Nasr. . Norton. 2006年: 第124頁.
80. ↑  Sandra Mackay. . Plume. 1997年: 第203–204頁.
81. ↑  Clyde Coughenour. . Trafford Publishing. : 第157頁.
82. ↑  Mark J. Gasiorowski、Malcolm Byrne. . Syracuse University Press. 2004年: 第xiii頁. ISBN 0815630182.
83. ↑  James Risen. . The New York Times. 2000-04-16  [March 20, 2011]. （原始内容存档于2017-12-13）.
84. ↑  . Time magazine. 07-01-1951  [March 20, 2011]. （原始内容存档于2011-04-11）.
85. ↑  . Internet Movie Database.   [March 20, 2011]. （原始内容存档于2018-03-11）.

## 外部連結
- （英文）摩薩台的世系和子孙 （页面存档备份，存于）
- （波斯文） 摩薩台相關文章
- （英文）中情局秘史：搖動伊朗的陰謀 （页面存档备份，存于） 《紐約時報》2000年4月16日
- （英文）《紐約時報》解密美國有關1953年伊朗政變的情報文件 （页面存档备份，存于）
- （英文）回憶1953年8月19日 2003年8月18日
- （英文）摩薩台相片集 （页面存档备份，存于）
- （英文）穆罕默德·摩薩台及伊朗1953年政變 （页面存档备份，存于） 美國國家安全解密資料庫的解密文件－2004年6月22日
- （英文）伊朗政變的中情局秘史 – 美國國家安全解密資料庫 （页面存档备份，存于）
- （英文）阿爾德希爾·扎赫德的另類觀點 （页面存档备份，存于）
- （英文）中情局推翻民選外國政府的50年後 （页面存档备份，存于）
- （英文）如何推翻政府：1953年美國在伊朗策劃的政變 （页面存档备份，存于）
- （英文）伊朗1953年政變簡檔 Archive.today的存檔，存档日期2012-09-10
- （波斯文） 有關摩薩台的艾哈邁達巴德居所的視頻 （页面存档备份，存于）

| 官衔                   | 官衔                            | 官衔                   |
| ---------------------- | ------------------------------- | ---------------------- |
| 前任： 侯賽因·阿拉     | 伊朗首相 1951年－1952年         | 繼任： 艾哈邁德·蓋瓦姆 |
| 前任： 艾哈邁德·蓋瓦姆 | 伊朗首相 1952年－1953年         | 繼任： 法茲盧拉·扎赫迪 |
| 政党职务               |                                 |                        |
| 前任者： 沒有          | 伊朗民族陣線領袖 1949年－1967年 | 繼任者： 哈利勒·馬利基 |